# Denver Riggleman

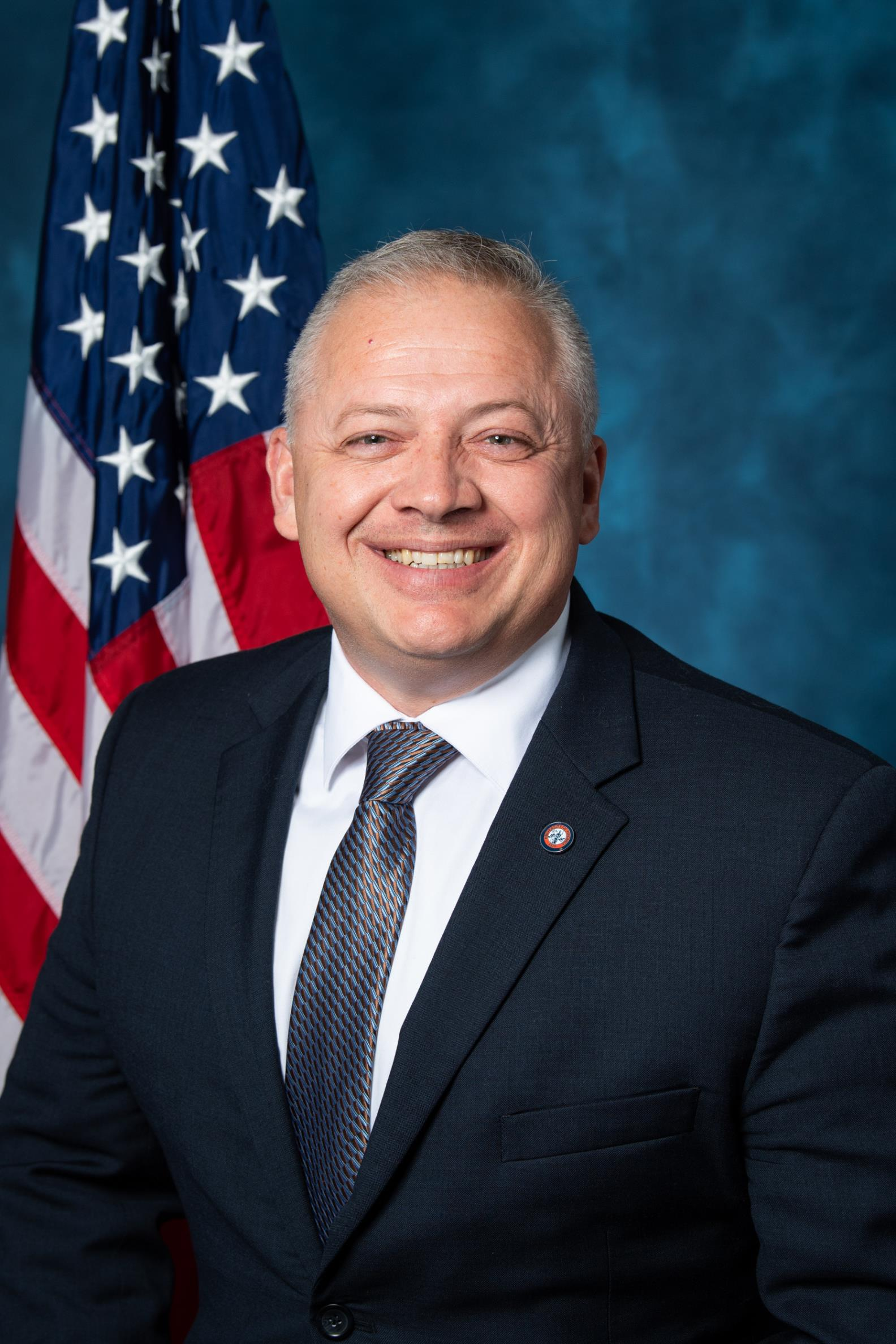
Denver Riggleman (2019)

Denver Lee Riggleman III (* 17. März 1970 in Manassas, Virginia) ist ein US-amerikanischer Politiker. Als Mitglied der Republikanischen Partei war er vom 3. Januar 2019 bis zum 3. Januar 2021 Inhaber des fünften Sitzes des Bundesstaates Virginia im Repräsentantenhaus der Vereinigten Staaten. In dieses Amt war er im November 2018 gewählt worden und wurde am 3. Januar 2019 vereidigt.

## Leben
Riggleman besuchte die Stonewall Jackson High School und die University of Virginia.

## Militär- und Unternehmerkarriere
Riggleman diente elf Jahre in der United States Air Force in der Air Force Intelligence, Surveillance and Reconnaissance Agency und arbeitete dann als Kontraktor für die National Security Agency.
Im Jahr 2014 eröffneten Riggleman und seine Frau die Silverback Distillery, eine Brennerei in Afton, in der Nähe von Charlottesville. Diese Anlage umfasst 50 Hektar. Er setzt sich gegen gewisse Beschränkungen für Brennereien – geregelt durch die Virginia Alcoholic Beverage Control Authority – ein.

## Politische Karriere
Im Dezember 2016 kündigte Riggleman an, für die Gouverneurswahlen in den Vereinigten Staaten 2017, bei denen der Gouverneur von Virginia gewählt werden sollte, zu kandidieren. Seine Gegner in den republikanischen Vorwahlen waren Ed Gillespie und Frank Wagner. Riggleman beendete seinen Wahlkampf am 16. März 2017.
Bei den republikanischen Vorwahlen 2018 zum fünften Sitz des Bundesstaates Virginia im Repräsentantenhaus der Vereinigten Staaten gewann er gegen Cynthia Dunbar und besiegte im Hauptwahlgang die Demokratin Leslie Cockburn mit 53 Prozent der Stimmen.
Bei der Vorwahl für die allgemeine Wahl im November 2020 wurde Riggleman von Bob Good herausgefordert und mit 58 % der Stimmen besiegt. Riggleman wurde von den Parteianhängern vorgehalten, dass er eine gleichgeschlechtliche Ehe geschlossen hatte.
Im US-Präsidentschaftswahlkampf 2024 unterstützte Riggleman die Kampagne Republicans for Harris.